# Československé armády (Hradec Králové)
Československé armády je ulice v Hradci Králové. Jedná se o klíčovou dopravní tepnu obíhající ze dvou třetin (ze západu, severu a částečně východu) městské historické jádro (zbytek okruhu existuje pod názvem Komenského). Právě z této třídy vybíhají významné radiální třídy do zbytku města (např. Pospíšilova či Gočárova třída). Odděluje městské jádro od novějšího města, které vzniklo po zbourání hradeb.
Začíná pod budovou někdejšího pivovaru v místě, kde do okruhu tvořeného třídou Československé armády a Komenského ústí Rokycanova ulice. Končí na druhé straně centra na křižovatce, kde opět přechází do Komenského ulice a kde dále ústí ulice Mýtská, Nezvalova a U Kavalíru.

## Vznik a význam
Třída vznikla na konci 19. století jako součást nově budovaného města po zbourání královéhradecké barokní pevnosti. Budova zámečnické (dnes hotelové) školy se dokonce stala první stavbou dokončenou podle regulačního plánu z roku 1890.
Význam třídy dokládá také to, že na přelomu 19. a 20. století se na této třídě nacházely hned dva hotely: Adalbertinum a Grand (neboli Grandhotel), tehdy nejvýznamnější hotel ve městě.
V západní části třídy s blokovou zástavbou bylo tradičně velké množství obchodů a institucí. V roce 1896 byl na náklady města postaven dům č. p. 284 jako četnická stanice. V budově se nalézalo velitelství, služebny, arest i četnická kasárna. Na počátku 20. století zde sídlily peněžní ústavy jako Agrární záložna či úřady (c. k. okresní finanční ředitelství, c. k. okresní finanční stráž, c. k. finanční technická kontrola či ústav pro zprostředkování práce a stravovna. Nechyběla ani biskupská knihtiskárna, kavárny, vinárny či soukromá hudební škola (Pěvecko-hudební a klavírní školy Ferdinanda a Málky Kneprových).
V místě byly zaznamenány i archeologické nálezy pražských grošů.

## Název
Současný název ulice nese od roku 1950. Od roku 1896 nesla název Jiříkova třída. Od roku 1915 západnímu úseku zůstal název Jiříkova třída, ale zbylá část ulice byla přejmenována na třídu 18. pěšího pluku, od roku 1918 přejmenována na třídu Legionářů, od 20. let na třídu Národního vojska/Čs. národního vojska. V roce 1939 se opět v celém úseku vrátil název Jiříkova třída. V letech 1946 až 1950 došlo opět k rozdělení, tentokrát na třídu Čs. vojska a Jiříkovu třída.

## Památková ochrana
Třída Československé armády je součástí městské památkové rezervace Hradec Králové, stejně jako zástavba na straně směrem k centru. Většina zástavby této ulice je však směrem z centra ven. Ta je již součástí městské památkové zóny Hradec Králové.

## Významné budovy
Na třídě Československé armády se nachází řada významných budov datovaných do 18. až 20. století a zastupující různé umělecké a stavební styly. Část z budov je dokonce samostatně památkově chráněna. 
| Budova                                                           | č.p. | Původní účel                                  | Současný účel               | Doba výstavby             | Architekt                                  | Stavební styl                                         | Památková ochrana             |
| ---------------------------------------------------------------- | ---- | --------------------------------------------- | --------------------------- | ------------------------- | ------------------------------------------ | ----------------------------------------------------- | ----------------------------- |
| Budova krajského soudu                                           | 218  | krajský a okresní soud a věznice              | krajský soud a věznice      | 1933–1934                 | Václav Rejchl                              | funkcionalismus                                       | součást MPZ                   |
| Budova školy pro umělecké zámečnictví                            | 274  | zámečnická škola                              | hotelová škola              | 1892–1893                 | Tomáš Suhrada                              | novorenesance                                         | součást MPZ                   |
| Pevnostní dům zvaný generálský                                   | 219  | sídlo ženijního ředitelství, později generála | restaurace                  | 1778–1780                 |                                            | pozdí baroko                                          | kulturní památka, součást MPR |
| Budova magistrátu města Hradec Králové                           | 408  | okresní a finanční úřady                      | magistrát                   | 1935–1936                 | Josef Gočár                                | konstruktivismus                                      | kulturní památka, součást MPZ |
| Gayerova kasárna                                                 | 216  | vojenský objekt                               | prodejny, magistrát         | 18. a 19. stol.           |                                            |                                                       | součást MPZ                   |
| Gayerova kasárna                                                 | 335  | generálská vila                               | ZUŠ                         | konec 19. stol.           |                                            | novorenesance                                         | součást MPZ                   |
| Gayerova kasárna                                                 | 332  | generálská vila                               | ZUŠ                         | konec 19. stol.           |                                            | novorenesance                                         | součást MPZ                   |
| Adalbertinum                                                     | 300  | společenský dům                               | společenský dům             | 1895-1897/1906–1907       | František Hellmann                         | eklektismus (novorenesance, novobaroko)               | kulturní památka, součást MPR |
| Rejchlův dům                                                     | 543  | obytný dům                                    | kancelářský dům             | 1909–1910                 | Bohumil Waigant                            | individualistická moderna                             | kulturní památka, součást MPZ |
| Činžovní dům Josefa Jihlavce I/Budova banky pro obchod a průmysl | 556  | banka                                         | obytný dům                  | 1909–1913                 | Bohumil Waigant                            | individualistická moderna (neoklasicistní prvky)      | kulturní památka součást MPZ  |
| Agrární záložna a Zemědělská nemocenská pojišťovna               | 402  | pojišťovna, kancelářský dům                   | pojišťovna, kancelářský dům | 1932–1933                 | František Dus                              | funkcionalismus                                       | součást MPZ                   |
| Hotel Grand                                                      | 295  | hotel                                         | hotel                       | 1896–98, 1910–11, 1927–28 | Viktor Weinhengst, Jan Kotěra, Josef Fňouk | individualistická moderna (původní stavba novobaroko) | kulturní památka, součást MPZ |
| Činžovní dům Anny Fultnerové                                     | 238  | obytný dům                                    | obytný dům                  | 1903, 1934                | Josef Gočár, Stanislav Novotný             | individualistická moderna                             | součást MPR                   |
| Činžovní dům                                                     | 287  | obytný dům                                    | obytný dům                  | 1894                      | Václav Rejchl st.                          | novorenesance                                         | součást MPZ                   |
| Telefonní a telegrafní ústředna                                  | 954  | ústředny                                      | kancelářský dům             | 1948                      | Jan Rejchl                                 |                                                       | součást MPZ                   |

## Galerie

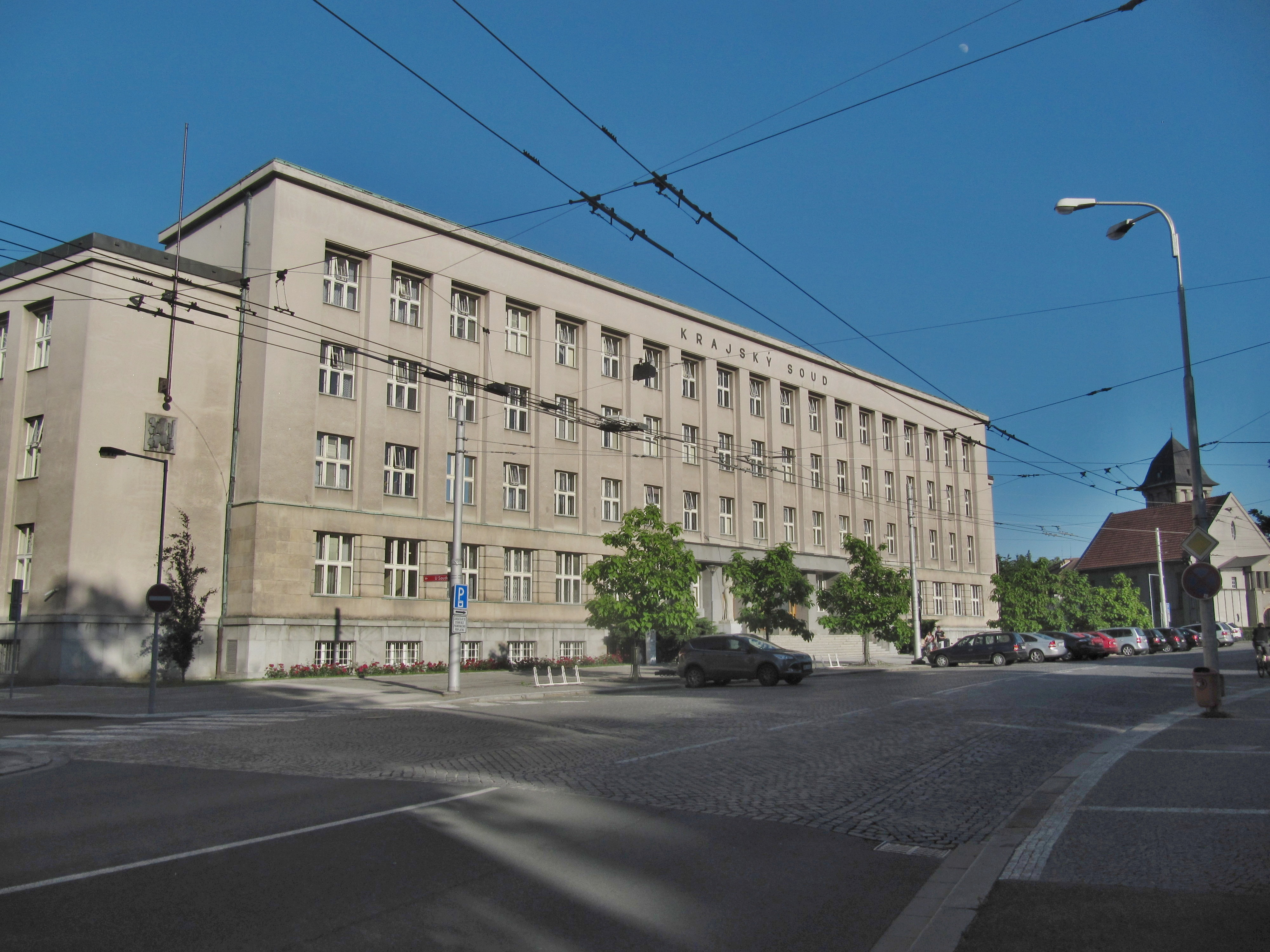
Krajský soud
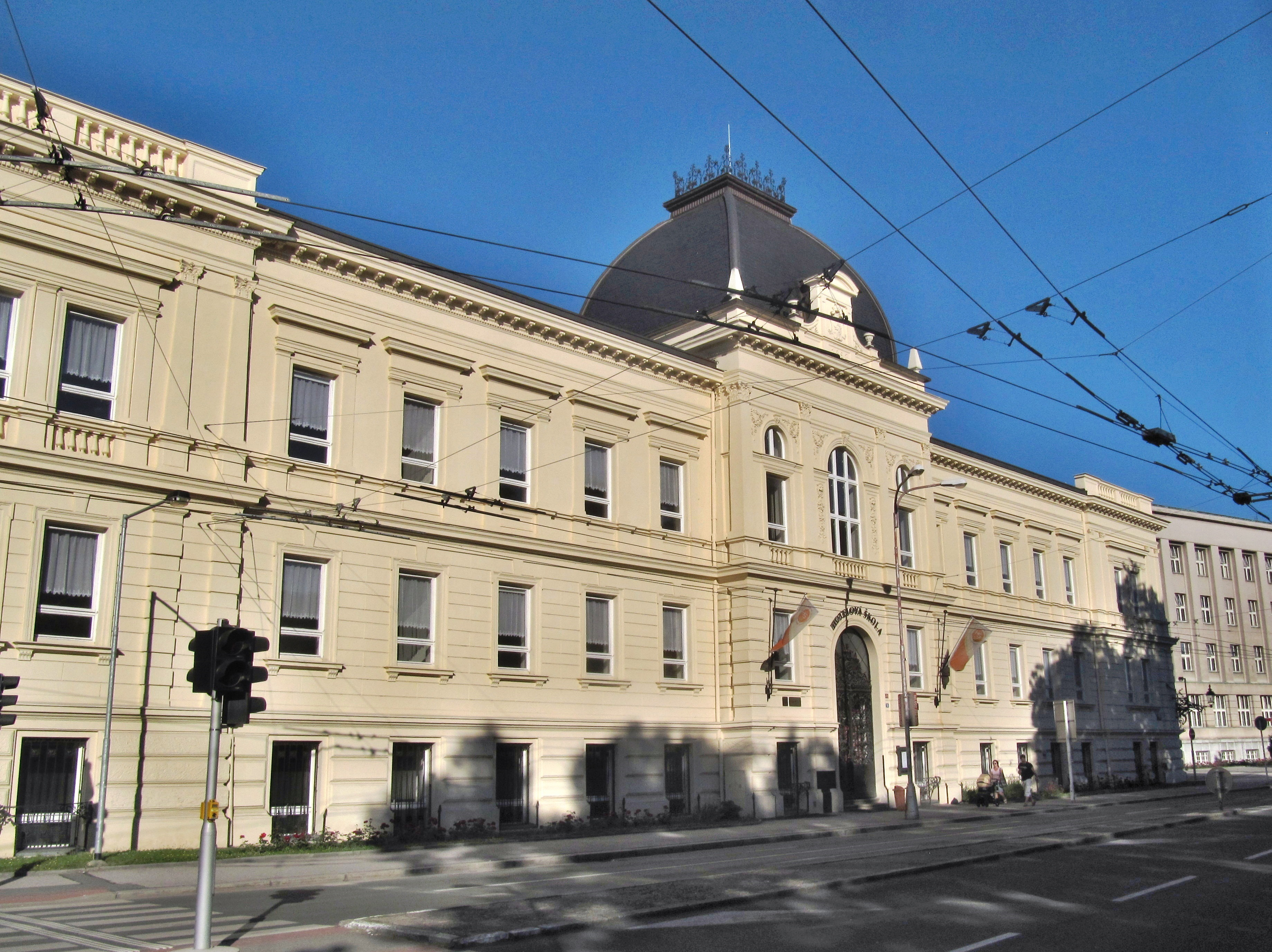
Bývalá zámečnická, dnes hotelová škola
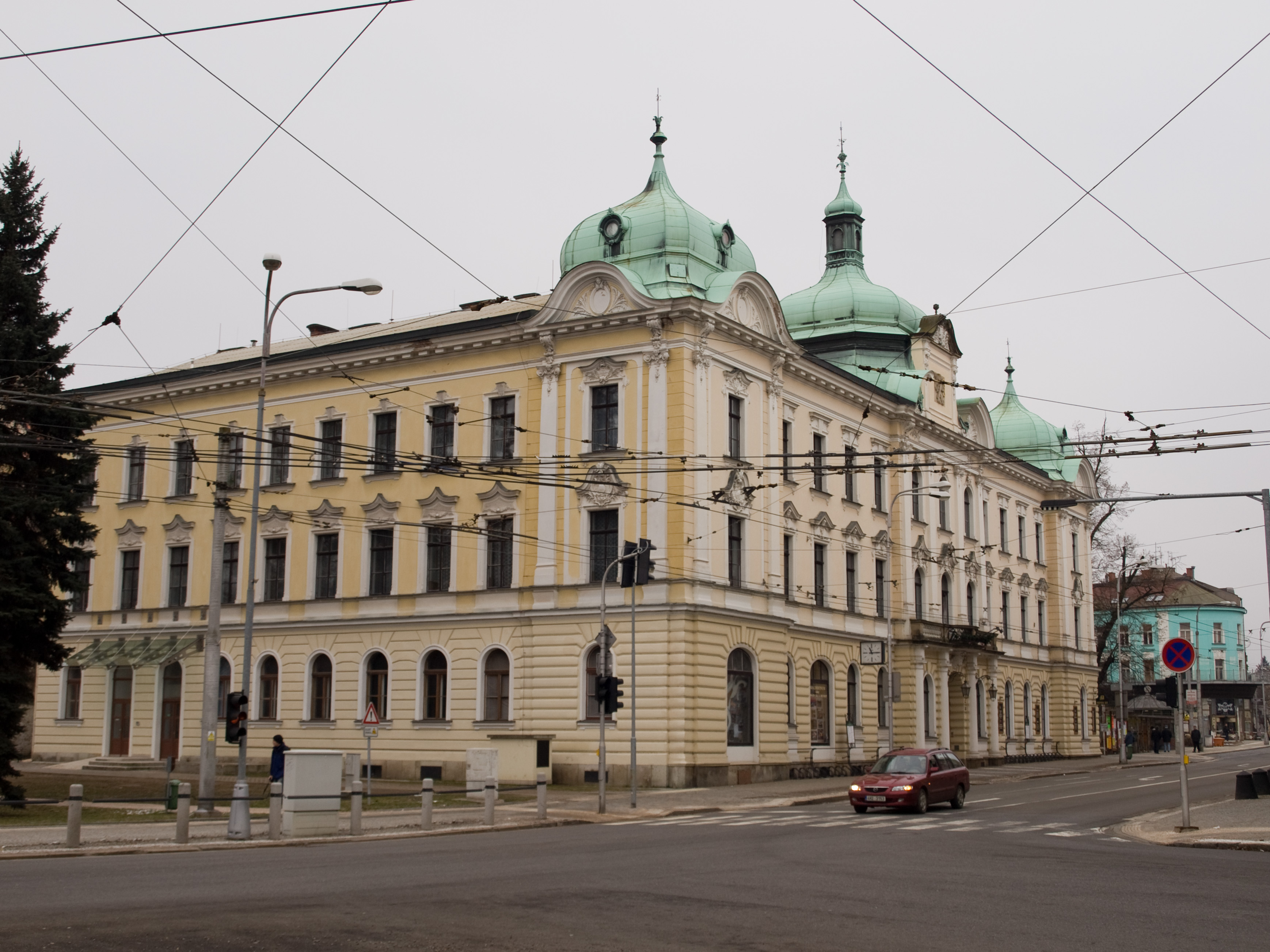
Adalbertinum
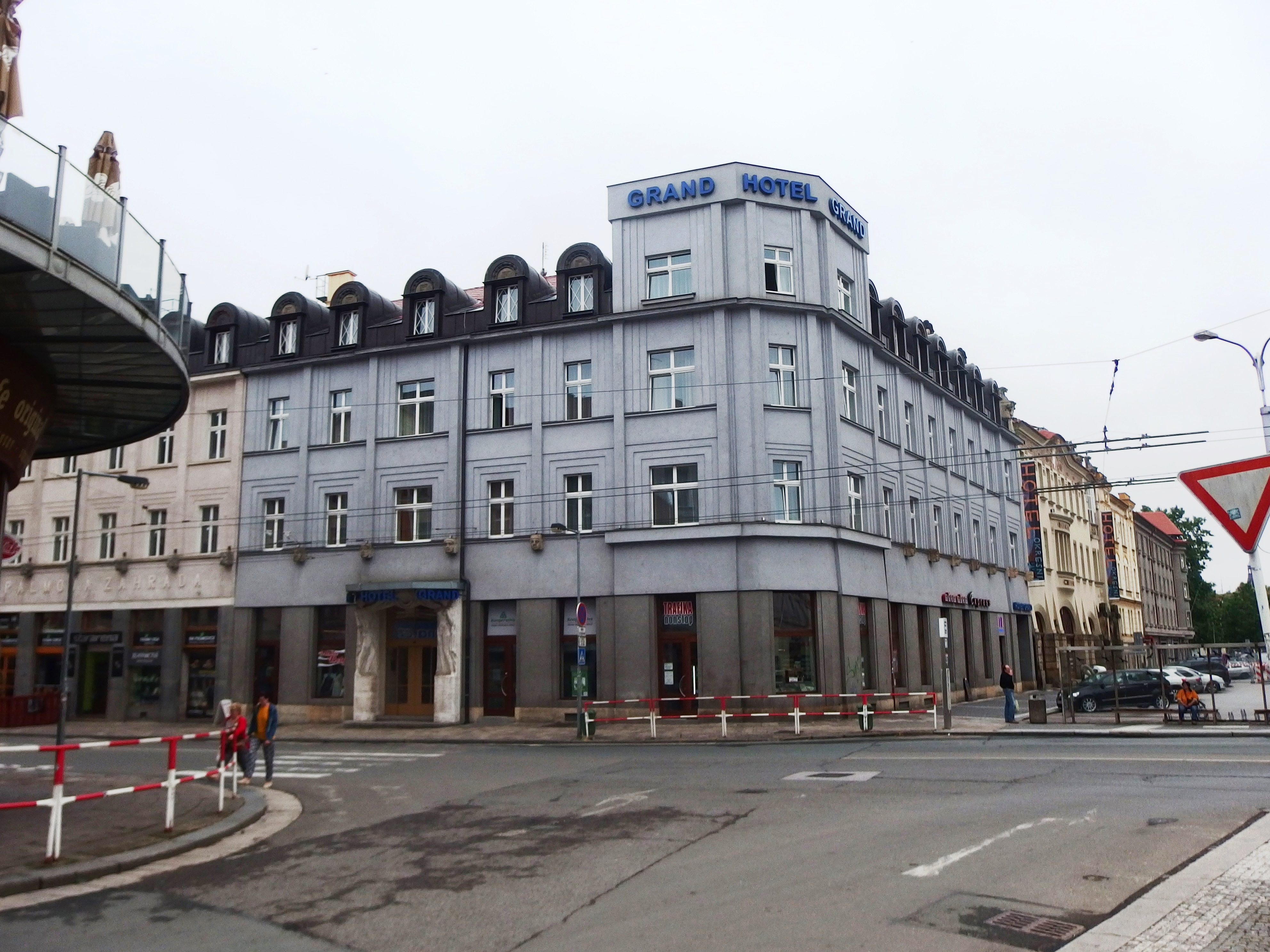
Hotel Grand
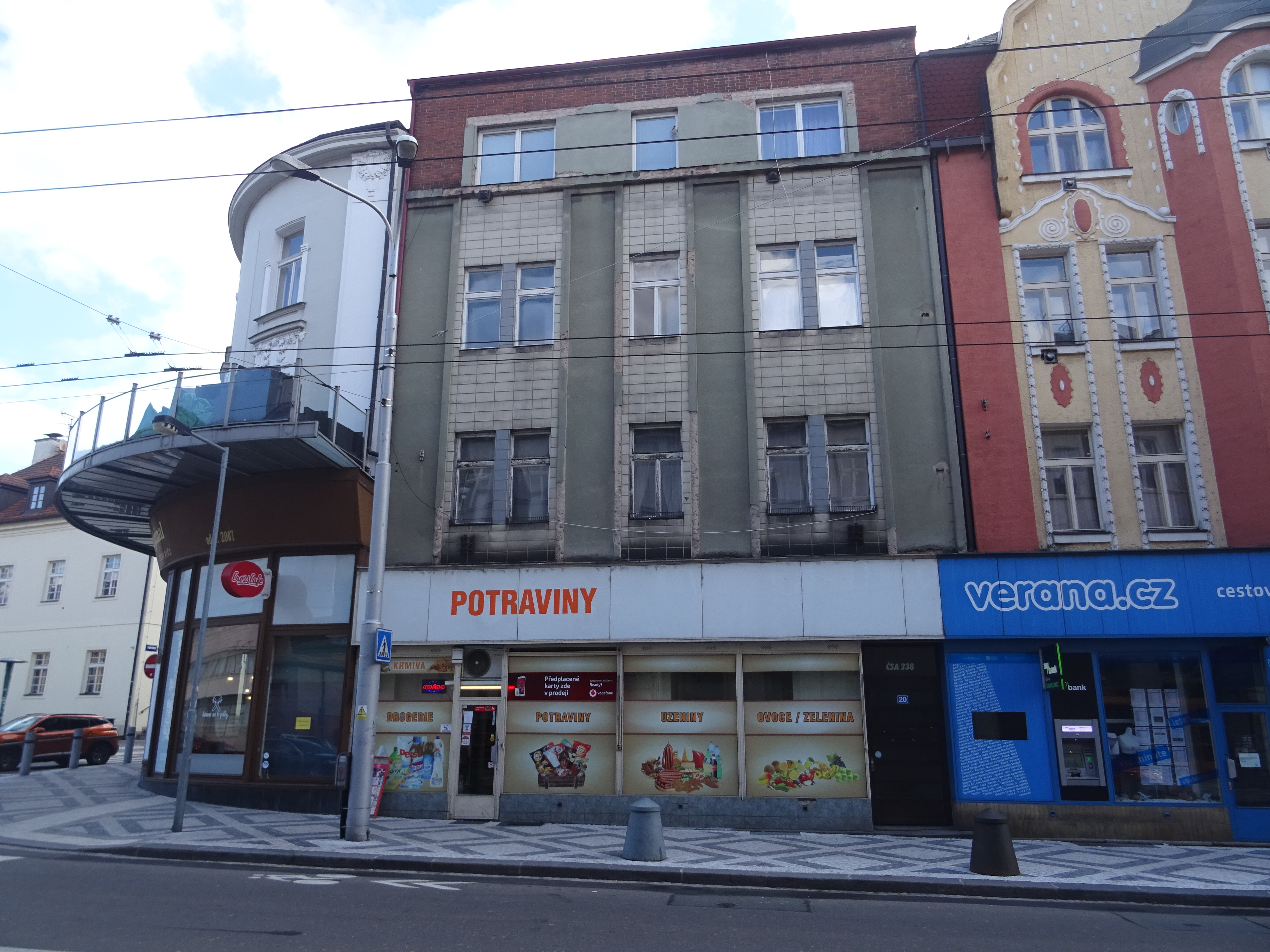
Činžovní dům Anny Fultnerové